# Heiko Westermann
Heiko Westermann, född 14 augusti 1983 i Alzenau, Bayern, är en tysk före detta fotbollsspelare. Han har tidigare representerat det tyska landslaget. 
Westermann är känd för sin goda allround förmågor och målsinne. Han är en mångsidig spelare som kan spela någon defensiv position och har även spelat som mittfältare ibland.